# Xinzao, Guangdong
Xinzao (kinesiska: 新造) är en köping i sydöstra Kina. Den ligger i stadsdistriktet Panyu i provinshuvudstaden Guangzhou i provinsen Guangdong,  omkring 18 kilometer sydost om centrala Guangzhou. Antalet invånare är 27 248. Befolkningen består av 13 900 kvinnor och 13 348 män. Barn under 15 år utgör 13,0 %, vuxna 15-64 år 78 %, och äldre över 65 år 8,0 %.